# Mainbernheim
Mainbernheim est une ville allemande, située en Bavière, dans l'arrondissement de Kitzingen. Elle est située à proximité de la Bundesstraße 8 dans l'Arrondissement de Kitzingen en Basse-Franconie
La ville abrite une usine du confiseur allemand Haribo.

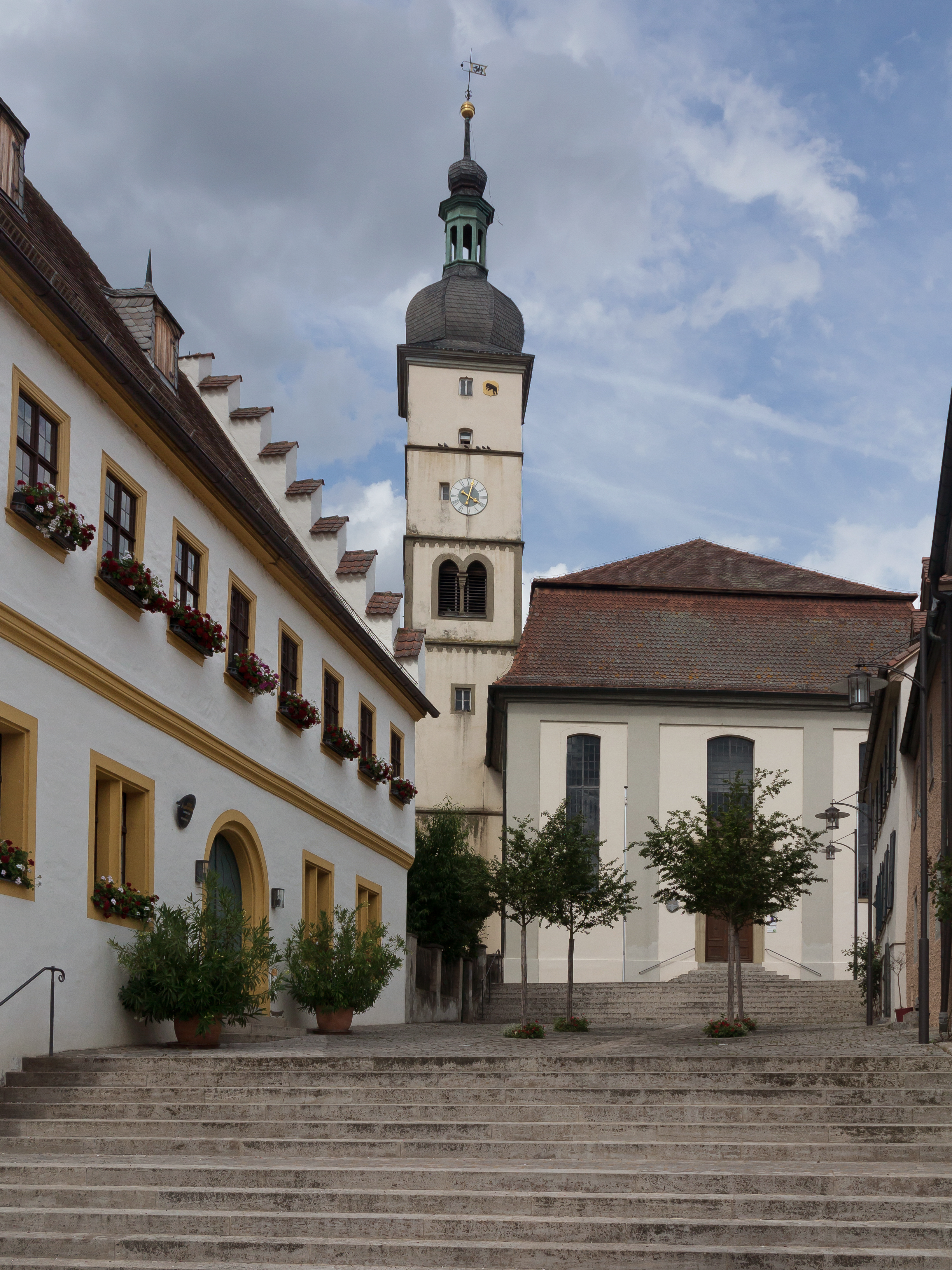
L'église protestante

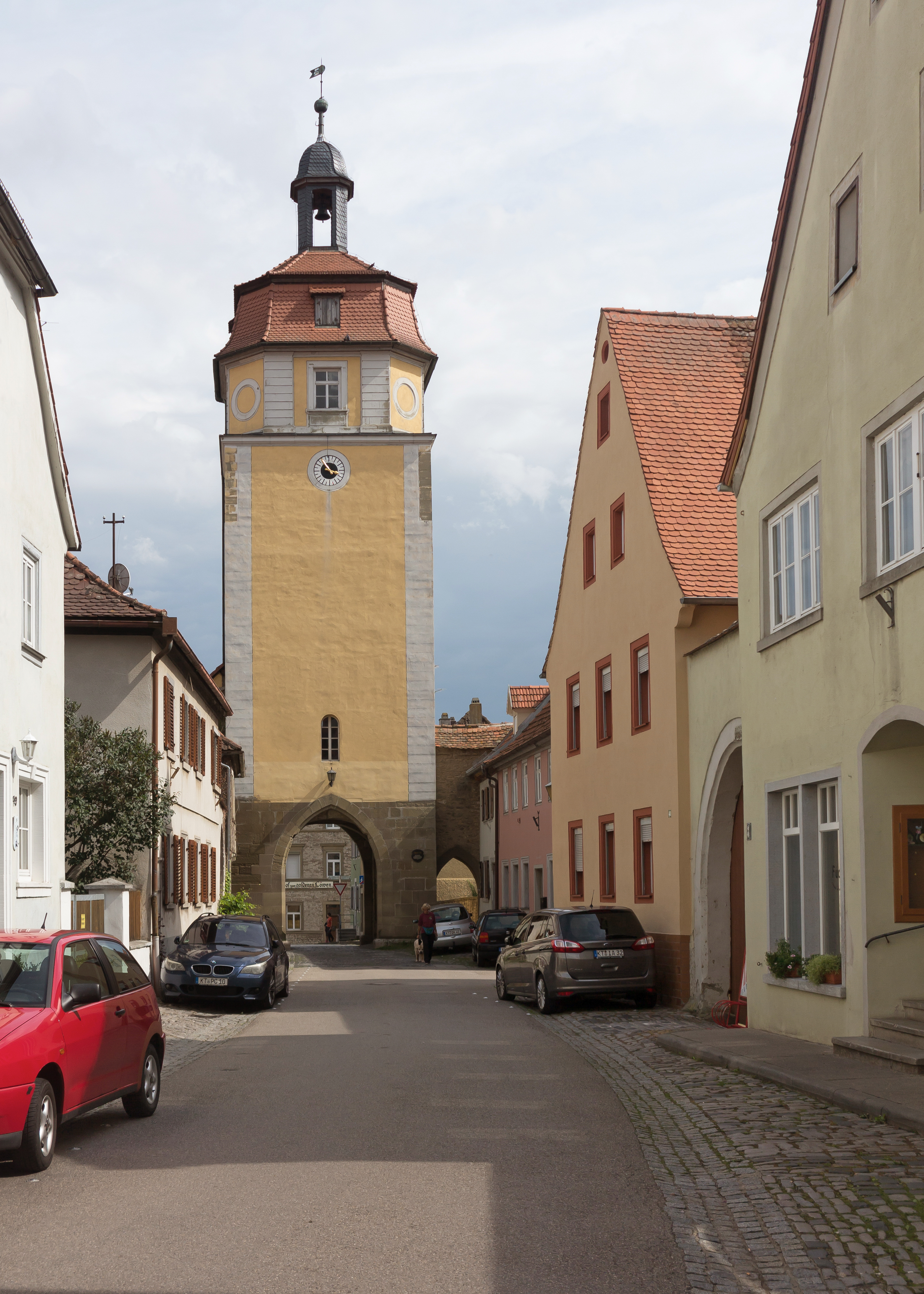
Porte: das Oberestor